# Геоконтекстная реклама
Геоконтекстная реклама (англ. Location-based advertising, LBA) — это вид рекламы, основанной на показе рекламных сообщений в приложениях на мобильных телефонах и веб-сайтах, с учётом точного (точнее, чем позволяет определить таргетинг по IP) текущего местоположения пользователей или географии их интересов.
Так, например, владелец придорожного ресторана может показывать рекламное сообщение с номером телефона, ссылкой на веб- или мобильный сайт и скидочным купоном как потенциальным клиентам, проезжающим мимо по трассе, так и только собирающимся в дорогу и изучающим этот участок на веб-карте.
Реклама показывается пользователю при приближении к рекламируемому объекту (в приложениях на мобильных телефонах или навигаторах) или в результате геоконтекстного поиска на карте (на веб-сайтах). Также существуют реализации, когда рекламное сообщение передается непосредственно на мобильный телефон, находящийся в зоне интереса рекламодателя или показывается, например, на экране, установленном в общественном транспорте.

## Предпосылки развития
Если определять геоконтекстную рекламу как информацию, контролируемую рекламодателем, и предназначенную для показа в месте, в котором пользователь взаимодействует с рекламным носителем, то самым первым средством геоконтекстной рекламы можно считать придорожный рекламный щит (Bruner & Kumar, 2007).
Однако, с распространением интернета, мобильных технологий, а позднее и смартфонов со встроенной функцией GPS (в 2009 году во всём мире продажи увеличились на 92% и составили 150 млн единиц — аналитическая фирма Berg Insight), появился новый, прежде недосягаемый канал коммуникаций между потенциальным клиентом и рекламодателем: реклама с геоконтекстным таргетингом на веб-сайтах и в приложениях на мобильных телефонах, при которой реклама транслируется только пользователям, находящимся в зоне интересов рекламодателя.
В интернет-маркетинге появлению геоконтекстной рекламы также предшествовала контекстная реклама, в основе которой лежит принцип соответствия содержания рекламного материала контексту поискового запроса пользователя, а также (содержанию) интернет-страницы, на которой размещается данный материал.

## Прогнозы рынка геоконтекстной рекламы
По оценкам агентства ABI Research, к 2013 году глобальный рынок сервисов, основанных на местоположении, достигнет 13,3 миллиардов долларов США, из которых примерно 1.8 миллиардов будут монетизированы через геоконтекстную рекламу.

## Распространение геоконтекстной рекламы
Рынок сервисов, основанных на местоположении (LBS), и, соответственно, геоконтекстной рекламы наиболее развит в Японии и Южной Корее. Первая платформа геоконтекстной рекламы AdLocal (разработка компании Cirius Technologies) появилась в Японии в 2006 году. В августе 2010 компания Cirius Technologies была поглощена гигантом интернет-бизнеса Yahoo! Japan. Стоимость сделки не разглашается.
2008-2010 годы были отмечены бурным ростом рынка геоконтекстной рекламы в США  в связи с появлением и развитием таких компаний и продуктов как WHERE ADS™, NAVTEQ LocalPoint™, MoVoxx (платформа GeoSense™), xAd, Chitika LAX, CityGrid и Marchex,  Placecast и ReachLocal.
В Россию геоконтекстная реклама пришла  в марте 2010 года с запуском платформы POIdo.

## Эффективность геоконтекстной рекламы
По данным компании Cirius Technologies, CTR рекламных объявлений с учётом местоположения пользователя повышается на 395% (средний CTR  в системе AdLocal за 12 месяцев с середины 2007 до середины 2008), а CPM (cost-per-mille) — на 826%.
В публикации на TechCrunch 29 июля 2010 года Google заявляет, что при добавлении геотаргетинга CTR рекламы в мобильных телефонах увеличивается на 8%, а CTR кликабельной мобильной рекламы — на 6%.
Предполагается, что геоконтекстная реклама наиболее эффективна для малого и среднего бизнеса, работающего с клиентами в непосредственной близости от них. По словам компании Cirius Technologies, самые частые рекламодатели в системе AdLocal — сети ресторанов и общепита, образовательные учреждения, салоны красоты, автодилеры и службы занятости населения.

## Потенциальные выгоды
Геоконтекстная реклама, как форма прямого маркетинга, позволяет маркетологам выходить на конкретные целевые аудитории. Она расширяет возможности достижения людей более целенаправленным образом, чем это было возможно в прошлом. Например, если клиент купил фильм о Гарри Поттере в магазине проката DVD / CD и подписался на программу геоконтекстной рекламы магазина, он может ожидать получения на свой мобильный телефон сообщения о дате выпуска следующего фильма о Гарри Поттере, включая образец фильма, пока он едет на поезде домой.
Поскольку геоконтекстная реклама может повысить релевантность, предоставляя клиенту контроль над тем, что, когда, где и как они получают рекламу, она предоставляет им более релевантную информацию, персонализированные сообщения и целевое предложение. Видайл (2007) заявил: «С целевым сообщением мы достигли примерно 20-процентного отклика. Это невероятно хорошо». Интернет может делать схожие вещи, например отправлять новую информацию о продуктах, рекламные купоны или спрашивать мнение потребителей, но мало кто реагирует на электронный маркетинг, потому что он больше не является личным. Напротив, геоконтекстная реклама предоставляет потребителям соответствующую информацию, а не спам; следовательно, это увеличивает шансы на получение большего количества ответов от клиентов.
Наконец, в отличие от других традиционных средств массовой информации, геоконтекстная реклама, помимо использования в качестве рекламы, может также применяться для исследования потребителей, которые могут быть использованы для адаптации будущих предложений. «Потребители постоянно предоставляют информацию о своем поведении через мобильный интернет». С помощью сервиса на основе определения местоположения опросы могут проводиться в реальном мире, в реальном времени, а не в залах, на объектах фокус-групп или на ПК. Мобильный опрос может быть интегрирован с маркетинговой кампанией; результаты исследования удовлетворенности клиентов могут быть использованы многократно для руководства следующей кампанией. Например, ресторан, в котором наблюдается повышенная конкуренция, может использовать конкретную базу данных - набор небольших мобильных опросов клиентов, которые использовали купоны от геоконтекстной рекламы в географическом регионе, - чтобы определить свои предпочтения, время и случаи питания. Маркетологи могут также использовать прошлые модели потребления клиентов для прогнозирования будущих моделей и отправлять специальные предложения по питанию целевой аудитории в нужном месте и в нужное время, чтобы вызвать интерес, отклик и взаимодействие с рестораном.

## Обеспокоенность

### Вопросы конфиденциальности
Мобильный телефон - невероятно личный инструмент. Однако, как отметил Дарлинг (2007), «тот факт, что мобильное устройство является таким личным, может быть как сильной, так и слабой стороной». С одной стороны, маркетологи могут развлекать, информировать, повышать узнаваемость бренда, лояльность и принимать решения о покупке среди своих целевых потребителей через геоконтекстную рекламу. С другой стороны, конфиденциальность потребителей по-прежнему вызывает озабоченность. Поэтому создание хорошо продуманной политики конфиденциальности и управления предпочтениями потребителей имеет решающее значение для долгосрочного успеха геоконтекстной рекламы. Маркетологи должны информировать своих потребителей о том, как их информация должна храниться, защищаться и использоваться или сочетаться с другими целями маркетинга. Если LBA сможет помочь людям в их повседневной жизни, они будут более чем рады сообщить о своем местонахождении. В заключение, чтобы обеспечить дальнейший успех и долголетие такого вида рекламы, необходимо поддерживать доверие потребителей. LBA должна быть основана на разрешениях, а маркетологи должны сделать большие шаги к защите конфиденциальности клиентов и уважении их предпочтений. В Международном журнале мобильного маркетинга Банерджи и Долакия (2008) обнаружили, что реакция на геоконтекстную рекламу зависит не только от типа местоположения. Она также зависит от вида деятельности, которым занимается человек. Люди с большей вероятностью предпочитают LBA в общественных местах и в свободное время.

### Восприятие спама
Другой серьезной проблемой для геоконтекстной рекламы является спам; потребители могут легко воспринимать LBA как спам, если это делается ненадлежащим образом. Спам определяется как «любое нежелательное маркетинговое сообщение, отправленное по электронной почте или на мобильный телефон». Короче говоря, спам - это нежелательное сообщение, которое доставляется, даже если пользователь не запросил его. Поскольку клиент находится под контролем и все действия являются добровольными, необходимо учитывать цели, задачи и эмоции клиента. Один опрос показал, что пользователи тратят только 8-10 секунд на мобильную рекламу. Поэтому взаимодействие должно быть простым и понятным. Маркетологи также должны разрабатывать релевантный и привлекательный рекламный контент, к которому мобильные пользователи хотят получить доступ в нужном месте и в нужное время. Что еще более важно, маркетологи должны убедиться, что их предложение содержит реальную ценность для клиента, и должны соблюдать строгие правила подписки. Лучший способ для маркетологов отойти от спама - предоставить потребителям выбор, контроль и конфиденциальность, гарантируя, что они получают только соответствующую информацию.

### Потенциальные нарушения рекламных стандартов
Неправильное использование геоконтекстной рекламы может привести к претензиям в отношении продукта или услуги, которые рекламодатель не может подтвердить. Рекламные объявления, которые включают географическое местоположение клиента, могут нарушать правила, стандарты и кодексы рекламы во многих законодательных органах. Например, Управление рекламных стандартов Великобритании (ASA) требует, чтобы все рекламные объявления были честными, правдивыми и не вводили в заблуждение. Поскольку промоутер не будет знать окончательную формулировку рекламы в каждом случае, он не может пройти надлежащую проверку соответствия. Такое утверждение, как «женщина теряет 10 фунтов с нашим новым планом диеты», является явно ложным, поскольку оно не может быть обосновано для большинства регионов, где может появиться реклама. Претензии, основанные на LBA, были признаны вводящими в заблуждение ASA в каждом конкретном случае.